# Luis García Plaza
Luis García Plaza (Madrid, 1 de desembre de 1972), és un exfutbolista i entrenador de futbol madrileny. Com a jugador, jugava com a defensa central.

## Trajectòria

### Com a jugador
Com a jugador, Luis García va tenir més aviat una trajectòria fugaç i discreta, en què va jugar a Segona B amb l'Atlètic de Madrid B i amb el Benidorm CD. Com a jugador del planter atlètic va arribar a estar en una concentració amb el primer equip però no va entrar en la convocatòria. La seva màxima fita esportiva va ser un ascens a Segona "B" amb l'equip alacantí del Benidorm. Es va retirar com a futbolista l'any 2000 quan tenia 27 anys després d'una greu lesió de menisc i després d'haver tingut anteriorment una altra greu lesió d'espatlla que el va mantenir mesos sense jugar.

### Inicis com a entrenador
Després de la seva retirada es va establir a Altea, i va començar una trajectòria fulgurant com a entrenador en què en menys de deu anys ha passat d'entrenar a Regional Preferent a fer-ho a primera divisió. Va començar a la Unió Esportiva Altea, a Regional Preferent valenciana, passant per diversos equips de la província d'Alacant com el Vilajoiosa CF i el Benidorm.

#### Llevant U.D.
El 2008, el Llevant Unió Esportiva, de València, el va contractar com a entrenador de la primera plantilla, que es trobava a la segona divisió espanyola. Luis García va aconseguir deixar l'equip vuitè en la classificació. A poc a poc comentaristes, periodistes i aficionats van començar a anomenar-lo amigablement "Luisgar".
Durant la temporada 2009/2010, el Llevant UD, que celebrava el centenari de la fundació del club i seguia sense tenir diners per bons fitxatges, li va tornar a oferir a Luis García una plantilla plena de veterans, planter i segons suplents d'altres equips per afrontar la lliga. La temporada va començar com s'esperava, ja que l'objectiu del club era mantenir-se en la categoria, i en la primera volta, Luis García va posicionar l'equip a la zona tranquil·la. Llavors va arribar el cim de la seva carrera actual: aconseguir que el Llevant es convertís en el millor equip de la Segona Divisió i en un dels millors d'Europa pel que fa a la segona volta. Luis García va motivar els seus i va aconseguir de forma totalment inesperada l'ascens a Primera Divisió amb el Llevant, una fita que li va proporcionar el Trofeu Miguel Muñoz d'aquella temporada.
L'any següent, ja en la màxima categoria, va aconseguir una còmoda permanència per a l'equip granota després d'una primera volta complicada.

#### Getafe C.F.
La bona tasca de Luis García va cridar l'atenció del Getafe CF, que el va contractar després d'una soferta permanència; i sota la direcció del tècnic valencià, va aconseguir una tranquil·la salvació en les temporades 2011-12 i 2012-13.
Fou destituït el 10 de març de 2014, amb l'equip a un punt dels llocs de descens, després d'una mala ratxa de 12 partits sense guanyar.

#### Vila-real CF
El 10 de desembre de 2018 va ser contractat perl Vila-real CF de la Lliga Adelante, en lloc de Javier Calleja. El 29 de gener de 2019 va ser destituït, sense haver guanyat cap partit de lliga en sis jornades. El seu substitut va ser el mateix Javier Calleja.

## Clubs

### Com a jugador
| Club                       | País          | Any       |
| -------------------------- | ------------- | --------- |
| Club Atlético de Madrid B  | Espanya       | 1991-1994 |
| Yeclano Club de Fútbol     | Espanya       | 1994-1995 |
| Rayo Vallecano de Madrid B | Espanya       | 1995-1996 |
| Talavera Club de Fútbol    | Espanya       | 1995-1996 |
| Benidorm Club Deportivo    | País Valencià | 1996-2000 |

### Com a entrenador
| Club                       | País                | Any       |
| -------------------------- | ------------------- | --------- |
| Unión Deportiva Altea      | País Valencià       | 2001-2003 |
| Vila Joiosa Club de Futbol | País Valencià       | 2003-2005 |
| Unión Deportiva Altea      | País Valencià       | 2005      |
| Vila-real Club de Futbol B | País Valencià       | 2005-2006 |
| Elx Club de Futbol         | País Valencià       | 2006-2007 |
| Benidorm Club Deportiu     | País Valencià       | 2007-2008 |
| Llevant Unió Esportiva     | País Valencià       | 2008-2011 |
| Getafe Club de Fútbol      | Espanya             | 2011-2014 |
| Baniyas Club               | Emirats Àrabs Units | 2014-2016 |
| Beijing Renhe              | R.P. de la Xina     | 2017-2018 |
| Vila-real CF               | País Valencià       | 2018-2019 |
| RCD Mallorca               | Illes Balears       | 2020-     |